# Paul Wickens
Paul "Wix" Wickens (Brentwood, Essex, Inglaterra, 27 de marzo de 1956) es un músico, compositor y multinstrumentista británico, conocido por su trabajo con músicos como Paul McCartney, Nik Kershaw, Bob Dylan, Joni Mitchell, Bon Jovi. Wickens ha formado parte de la banda de McCartney desde 1989.

## Biografía
Wickens comenzó su carrera musical como miembro del grupo Woodhead Monroe a comienzos de la década de 1980. El grupo publicó dos sencillos con el sello Stiff Records, "Mumbo Jumbo" e "Identity". En 1989, comenzó a trabajar con Paul McCartney como multinstrumentista durante las giras del músico. Desde entonces, ha trabajado con McCartney en sucesivas giras y en discos de estudio, además de convertirse en director musical durante las giras del músico. En la actualidad sigue trabajando con McCartney como teclista.
Además de su trabajo con McCartney, Wickens ha grabado discos con grupos y músicos como Styx, The Damned, Tim Finn, Paul Carrack, Nik Kershaw, Jim Diamond, Boy George y David Gilmour, y coprodujo el primer disco de Savage Progress. También fue teclista en el álbum de Edie Brickell Shooting Rubberbands at the Stars. 